# Tidiam Gomis
Tidiam Diadie Stephan Gomis (Meulan-en-Yvelines, 8 agosto 2006) è un calciatore francese, attaccante del RB Lipsia.

## Carriera

### Club
È cresciuto nel settore giovanile del Caen, con cui ha firmato il suo primo contratto professionistico il 13 settembre 2022; tra il 2022 ed il 2024 ha giocato nella squadra riserve tra la quarta e la quinta divisione francese, per complessive 16 presenze e 4 reti. Ha debuttato in prima squadra il 12 agosto 2023 nell'incontro di Ligue 2 vinto 2-0 contro il Pau ed ha segnato i suoi primi gol il 17 maggio 2024 realizzando una doppietta nella partita vinta 3-0 contro il Valenciennes.
Il 3 febbraio 2025 è stato acquistato a titolo definitivo dal RB Lipsia, club della prima divisione tedesca.

### Nazionale
Ha giocato con le nazionali giovanili francesi Under-16, Under-17, Under-18 e Under-19.

## Statistiche

### Presenze e reti nei club
Statistiche aggiornate al 2 aprile 2025.
| Stagione        | Squadra         | Campionato      | Campionato | Campionato | Coppe nazionali | Coppe nazionali | Coppe nazionali | Coppe continentali | Coppe continentali | Coppe continentali | Altre coppe | Altre coppe | Altre coppe | Totale | Totale | Totale |
| Stagione        | Squadra         | Comp            | Pres       | Reti       | Comp            | Pres            | Reti            | Comp               | Pres               | Reti               | Comp        | Pres        | Reti        | Pres   | Reti   |        |
| --------------- | --------------- | --------------- | ---------- | ---------- | --------------- | --------------- | --------------- | ------------------ | ------------------ | ------------------ | ----------- | ----------- | ----------- | ------ | ------ | ------ |
| 2022-2023       | Caen 2          | N2              | 12         | 1          | -               | -               | -               | -                  | -                  | -                  | -           | -           | -           | 12     | 1      |        |
| 2023-2024       | Caen 2          | N3              | 4          | 3          | -               | -               | -               | -                  | -                  | -                  | -           | -           | -           | 4      | 3      |        |
| Totale Caen 2   | Totale Caen 2   | Totale Caen 2   | 16         | 4          |                 | -               | -               |                    | -                  | -                  |             | -           | -           | 16     | 4      |        |
| 2023-2024       | Caen            | L2              | 16         | 2          | CF              | 1               | 0               | -                  | -                  | -                  | -           | -           | -           | 17     | 2      |        |
| 2024-gen. 2025  | Caen            | L2              | 20         | 2          | CF              | 2               | 0               | -                  | -                  | -                  | -           | -           | -           | 22     | 2      |        |
| Totale Caen     | Totale Caen     | Totale Caen     | 36         | 4          |                 | 3               | 0               |                    | -                  | -                  |             | -           | -           | 39     | 4      |        |
| gen.-giu. 2025  | RB Lipsia       | BL              | 4          | 0          | CG              | 1               | 0               | UCL                | 0                  | 0                  | -           | -           | -           | 5      | 0      |        |
| Totale carriera | Totale carriera | Totale carriera | 56         | 8          |                 | 4               | 0               |                    | 0                  | 0                  |             | -           | -           | 60     | 8      |        |